# Nicole Stamp
Pour les articles homonymes, voir Nicole et Stamp.
Nicole Stamp est une actrice, réalisatrice, scénariste et productrice canadienne.

## Filmographie

### Comme actrice
- 1994 : TVO Kids: The Space (série télévisée)
- 2001 : The Reading Rangers (série télévisée) : Ranger Nicole
- 2005 : Plastic Love (court métrage) : Grace Smith-Kim
- 2007 : A Winter Tale : Julie Azzopardi
- 2010 : Covert Affairs (série télévisée) : Maxine
- 2010 : Degrassi : La Nouvelle Génération (série télévisée) : l'instructrice SAT
- 2010 : Toilet : Jane
- 2010 : Interregnum (court métrage) : Ma Ubu, Cécile
- 2010 : Pirates: Adventures in Art (série télévisée) : docteure Lei
- 2004-2011 : Tumbletown Tales (série télévisée) : Burfy / Beige Mavis / Editor Theresa
- 2008-2011 : Razzberry Jazzberry Jam (série télévisée) : Billie the Guitar (voix)
- 2011 : Dan for Mayor (série télévisée) : Karen
- 2011 : Living in Your Car (série télévisée) : Ryanne
- 2009-2012 : The Ron James Show (série télévisée) : Jody, la jeune conservatrice
- 2012 : The Unusual Suspects (court métrage) : Keener
- 2013 : Doozers (série télévisée) : la maman de Zippa
- 2013 : Man of Steel Song (court métrage) : Catwoman
- 2013 : The Next Step (série télévisée) : Lisa Thompson
- 2014 : Mars Is Laughing at Us (court métrage) : Alex
- 2014 : Remedy (série télévisée) : Scrub Nurse
- 2014 : The Divide (série télévisée) : la technicienne
- 2015 : Défis extrêmes : Pétaouchnok Express (Total Drama Presents: The Ridonculous Race) (série télévisée) : Sanders
- 2016 : Far Cry Primal (jeu vidéo) (voix)
- 2016 : Women Are from Mars (mini-série) : Dominique Henry
- 2016 : Divorce Photographer (court métrage) : Kayla
- 2016 : Good Witch (série télévisée) : Julie
- 2016 : Orphan Black (série télévisée) : Rookie
- 2014-2016 : Odd Squad (série télévisée) : Phyllis
- 2016 : Annedroids (série télévisée) : la professeure
- 2016 : Private Eyes (série télévisée) : Mélanie
- 2016 : Renaissance : Carrie
- 2016 : American Gothic (série télévisée) : la réceptionniste
- 2016 : The ZhuZhus (série télévisée) : Whendy Sails
- 2016 : First Round Down : Belinda
- 2015-2016 : Carmilla (web-série) : Melanippe "Mel" Callis
- 2016 : Fangbone! (série télévisée) : Ingrit
- 2016 : Watch Dogs 2 (jeu vidéo) (voix)
- 2017 : Save Me (série télévisée) : Voix
- 2017 : The Handmaid's Tale : La Servante écarlate (série télévisée) : Lenore
- 2017 : The Carmilla Movie : Melanippe "Mel" Callis
- 2017 : Assassin's Creed Origins (jeu vidéo) : Kensa (voix)
- 2017 : Hunter's Moon : Natasia
- 2016-2018 : Tactical Girls (série télévisée) : Stamper
- 2017 : The Female Front : Lisa
- 2017 : Paper Year : Stacey
- 2017 : Bree and Drew (Me & You) (court métrage)

### Comme réalisatrice
- 1994 : TVO Kids: The Space (série télévisée) (2005-2011)
- 2014 : No Strings Attached (court métrage)
- 2016 : Inside Between (After Show) (série télévisée) (7 épisodes)

### Comme scénariste
- 2005 : Plastic Love (court métrage)
- 2007 : A Winter Tale
- 2009 : Noonbory and the Super 7 (série télévisée)
- 2012 : The Unusual Suspects (court métrage)
- 2014 : No Strings Attached (court métrage)

### Comme productrice
- 2012 : The Unusual Suspects (court métrage)
- 2014 : No Strings Attached (court métrage)